# Ed Moses
Glenn Edward "Ed" Moses (Loma Linda, 7 de junho de 1980) é um nadador norte-americano, ganhador de uma medalha de ouro em Jogos Olímpicos.
Foi recordista mundial, em piscina olímpica, dos 50 metros peito entre 2001 e 2002, e dos 100 metros peito em 2001. Em piscina curta, foi recordista mundial dos 50 metros peito em 2002, dos 100 metros peito entre 2000 e 2008, e dos 200 metros peito entre 2000 e 2009.